# Thometzekite
La thometzekite è un minerale.